# Temple protestant de Barry-d'Islemade
Le temple protestant de Barry-d'Islemade est un temple protestant situé à Barry-d'Islemade, dans le Tarn-et-Garonne, en région Occitanie (France). La paroisse est membre de l'Église protestante unie de France.

## Histoire
Le premier temple protestant de la ville est une construction en terre, bâtie juste après la Révolution française. En 1803,  l'église protestante de Barry-d'Islemade est créée par sa séparation du consistoire de Montauban. Le temple est en mauvais état à partir du milieu du XIXe siècle et sa rénovation puis reconstruction est entamée en 1857, en brique rouge. Il présente une forme circulaire rare et abrite une grande et élégante tribune en bois vernaculaire.
Le temple protestant de Barry-d'Islemade est inscrit au titre des monuments historiques par arrêté du 20 mai 2015.